# Breakdance

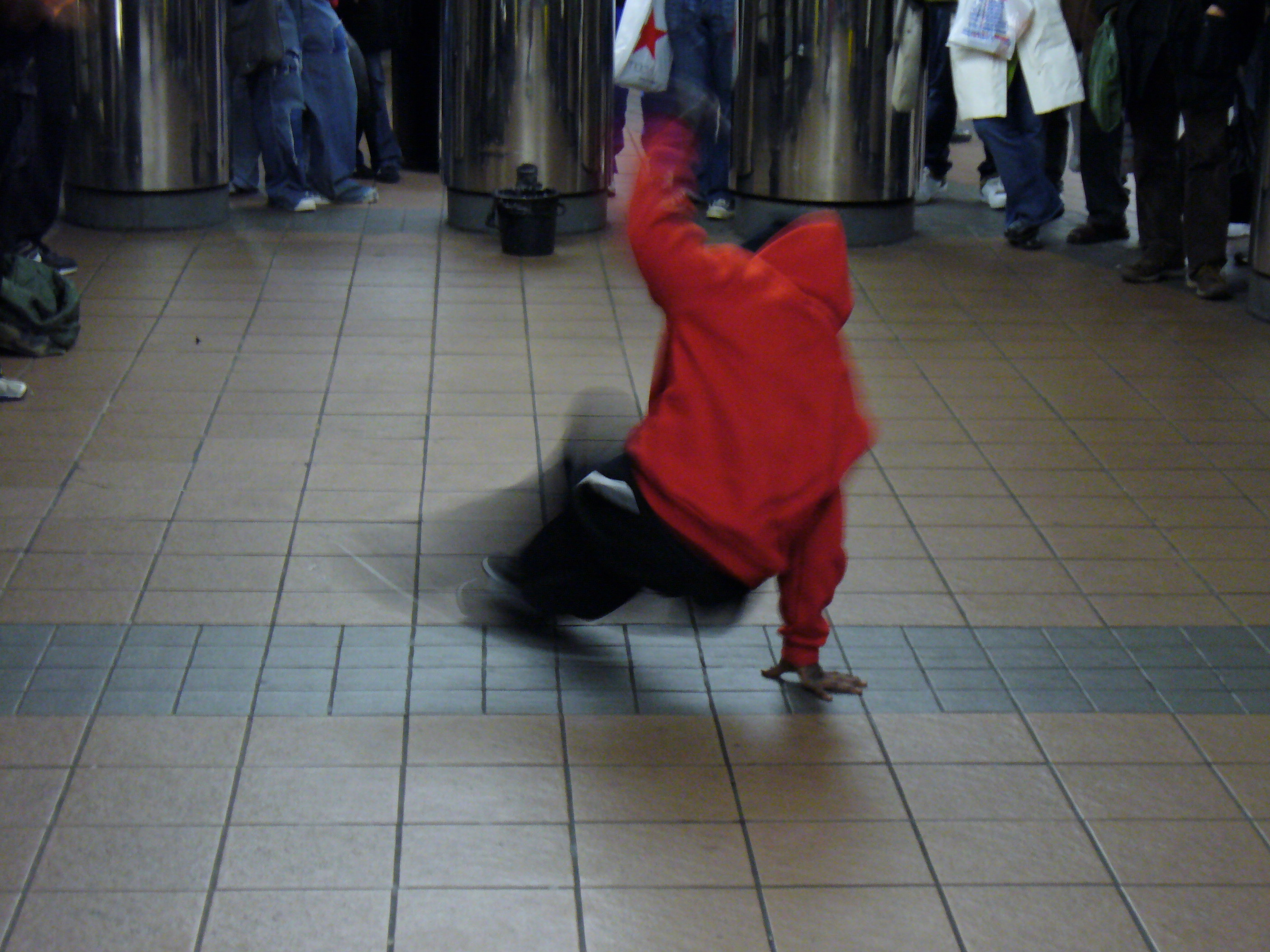
Breakdancer em Nova Iorque, EUA.

O breakdance (também conhecido como breaking ou b-boying) é um estilo de dança urbana, parte da cultura do hip hop criada por afro-americanos na década de 1970 na cidade de Nova Iorque (Estados Unidos), normalmente dançada ao som do rap, funk, ou breakbeat. No início, o breakdance era utilizado como manifestação popular e alternativa aos jovens para não entrarem em gangues de rua (que tomavam Nova Iorque) na década de 1970. O breaking foi influenciado por outras formas de dança, como o Uprockin, Popping e Lockin, Jailhouse, Double Dutch, Electric Boogie, House e, capoeira. Atualmente, o breakdance é utilizado como meio de recreação ou competição no mundo. 
O breakdancer, abreviado b-boy (masculino) e b-girl (feminino), é o termo dado a pessoa que dança o breakdance (dançarino breaking).
O COI (Comitê Olímpico Internacional) incluiu no programa esportivo da Olimpíada de Paris 2024 o breakdance, seguindo a tendência em tornar os jogos mais urbano e conectados com a juventude, de acordo com o lançamento da Agenda 20+20 em 2014.

## História

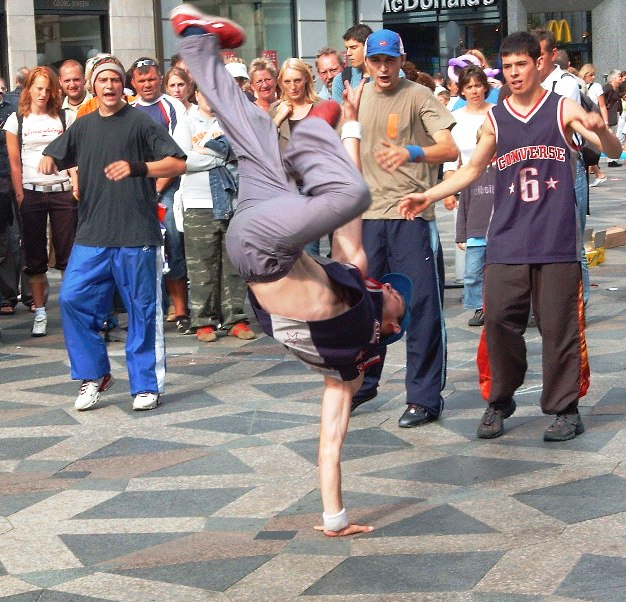
Freeze.

O principal artista da época era Mister Dynamite, James Brown, conhecido não só por sua voz ou canções, mas também por toda sua performance estética, que deu origem a todos os pop-stars que vemos hoje em dia. James Brown era idolatrado principalmente nos redutos negros e latinos das grandes metrópoles e influenciava todos os jovens com sua dança, chamada Good Foot (Pé Bom). No Brasil essa dança é chamada de Soul, pois é o estilo de música que Brown cantava.
No Bronx, a influência do Good Foot levou à criação de um passo chamado Top Rocking e depois foi somada a dança rocking (Brooklyn rock). Essa dança usava qualquer tipo de provocação vistas na TV, em filmes, etc. Preferiam provocar a brigar, na mais pura malandragem, utilizando a dança. Nesta mesma época, no Brooklyn, a mesma dança utiliza passos diferentes, além da combinação de ataques e defesas simultâneas, feitas por mais de um dançarino. Esta dança foi chamada de Brooklyn-Rock ou Up-Rock. Devido ao grande sucesso, surgiram equipes especializadas em combater com o Up-Rock.

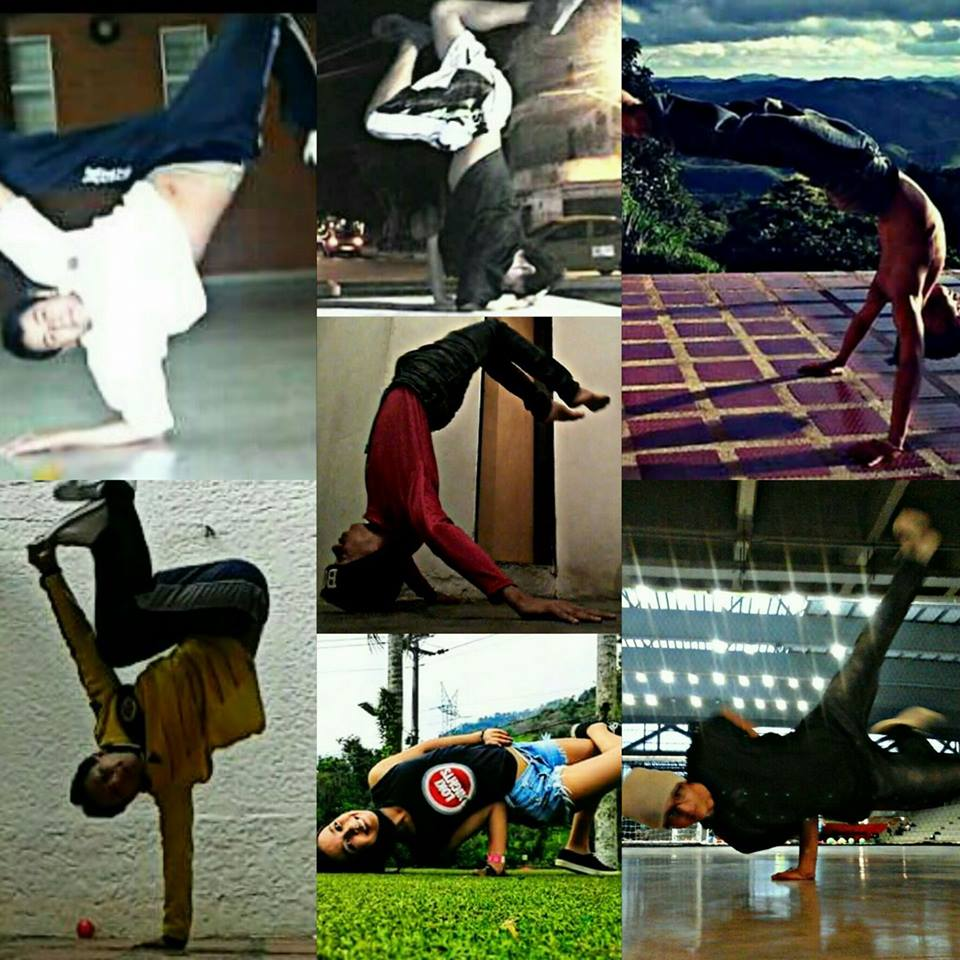
Breakdance

O Bronx, notando que sua dança era menos chamativa que o Brooklyn-Rock já que este contava a participação de mais de um dançarino o confronto entre esses dois Up-Rockers era muito mais contundente que a de um Top-Rocker começou-se a experimentar novas concepções; com isso o Top-Rock rapidamente desceu para o chão criando-se o Floor-Rock (dança de chão) ou Foot Work (trabalhos dos pés). Essa dança consiste em praticamente se dançar o Top-Rocking em movimentos circulares de acordo com ritmo da música, logicamente com as mãos e pés no chão ao mesmo tempo. O término deste movimento chama-se de freeze (congelar); a força, rapidez e ousadia rapidamente suplantou o cenário Up-Rocking. A partir desse momento todas as pessoas queriam fazer Foot Work .
Nas Block Parties o pessoal esperava o dj Kool Herc começar a brincar com os Breaks (intervalos de compasso) e fabricar os beats. Como essas festas aconteciam principalmente no Bronx a dança predominante era o Top ou Floor Rocking então Kool Herc costumava pegar o microfone e anunciava a performance dos B-boys, aqueles que dançam nos intervalos da música. Com isso toda a dança do Bronx e Brooklyn acabaram sendo unificadas sob o nome de B-boying.
No Boom do Break que aconteceu mundialmente, todas as danças não importavam se fosse Locking, B-boying ou Popping, apareciam sob o nome até hoje conhecido mundialmente pela mídia como Breakdance. Vários grupos aderiram ao break, os grupos são denominados de "crew", que em inglês significa equipe, gangue ou grupo, e, na verdade, são manifestações do movimento hip-hop.

## Elementos

movimento six-step (6-step), um tipo de footwork (downrock).

Existem quatro elementos primários que formam o breakdance: toprock, downrock, power moves e freezes.
- Toprock (baile dos pés): geralmente é qualquer sequência de passos executados a partir de uma posição em pé. Geralmente é a primeira e principal exibição de estilo de abertura, embora os dançarinos muitas vezes façam a transição de outros aspectos do break para o toprock e vice-versa. Toprock tem uma variedade de passos que podem ser variados de acordo com a expressão do dançarino (ou seja, agressivo, calmo, excitado). Uma grande liberdade é permitida na definição de toprock: desde que o dançarino mantenha limpeza, forma e atitude. Toprock é baseado em outros estilos de dança popping, sapateado, locking, tap dance, Lindy hop e, house dance.[5] Transições de toprock para downrock e movimentos de energia são chamados de "drops".[6]
- Downrock ou footwork ou floorwork (trabalho de pés e mãos no solo): é usado para descrever qualquer movimento no chão com as mãos ou pés apoiando o dançarino.[7] Inclui movimentos como o 6-step,[8] ou apoiado nas costas como o powermove moinho de vento. O downrock mais básico é feito inteiramente nos pés e nas mãos, as variações mais complexas podem envolver os joelhos ao enfiar os membros um no outro na forma de laço.
- Power move (movimentos de poder ou movimentos de dificuldade): são movimentos acrobáticos que exigem impulso, velocidade, flexibilidade e controle para serem executados; geralmente acontece quando o dançarino impulsiona seu corpo em uma rotação contínua, equilibrando-se apoiando-se na parte superior do corpo,[9] enquanto as outras partes criam um impulso circular. Alguns exemplos são o windmill, swipe, back spin e head spin. Alguns movimentos são emprestados da ginástica e artes marciais,[10] como o Thomas Flair, que é chamado apenas como flare no break dance.
- Freeze (posturas congeladas): o dançarino interrompe todos os movimentos do corpo, parando em uma posição/pose elegante ou de grande equilíbrio por alguns segundos;[11] se suspenda do chão usando a força da parte superior do corpo em poses como o pike. Eles são usados para enfatizar batidas fortes na música ou sinalizar o fim de um set de movimentos.[12] Freezes podem ser feitos em cadeias/stacks, onde o dançarino vai congelando, a fim de atingir as batidas da música unindo musicalidade e força física.

## Praticantes
O breaking é praticado pelo dançarino breakdancer, que comumente chamado pela termo abreviado masculino b-boy e feminino b-girl, ou seja, é a abreviatura de breakdancer-boy e breakdancer-girl respectivamente, que representam as pessoas que dançam o breakdance, os dançarinos de breaking.